# Fly Project
Fly Project – rumuński zespół muzyczny, powstały w Bukareszcie w 2005 roku z inicjatywy Tudora Ionescu oraz Dana Denesa.

## Historia zespołu
Zespół zadebiutował w 2005 roku singlem „Raisa”, który osiągnął pierwsze miejsca na klubowych listach przebojów w Rumunii. Utwór dotarł także do 51. miejsca w zestawieniu piosenek wykonanym przez Syndicat national de l'édition phonographique we Francji. W tym samym roku grupa wydała również swój pierwszy album studyjny zatytułowany Fly Project. 
W 2007 roku zespół wydał drugi album studyjny K-Tinne, który promowany był singlem o tym samym tytule. Singel został nagrodzony wieloma rumuńskimi nagrodami fonograficznymi. W 2008 roku, wraz z Ancą Parghel oraz Tomem Boxerem, grupa wydała utwór „Brasil”, który osiągnął szczyt list przebojów między innymi w Serbii, Mołdawii oraz Bułgarii. 
Największą międzynarodową popularność przyniosły zespołowi single „Musica” oraz „Toca-Toca”. Utwór „Musica” dotarł między innymi do 6. miejsca listy przebojów we Włoszech oraz 90. we Francji, zaś „Toca-Toca” zajął 17. pozycję w Hiszpanii, 10. we Francji, 75. na szwajcarskiej liście Schweizer Hitparade czy 48. w belgijskim zestawieniu Ultratop 50. W 2015 roku grupa wydała singel „Like a Star”.

## Dyskografia
Opracowano na podstawie materiału źródłowego. 
- 2005: Fly Project
- 2007: K-Tinne